# Michael Shermer

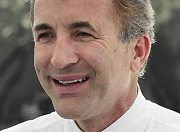
Michael Shermer

Michael Shermer (ur. 8 września 1954 w Glendale w stanie Kalifornia) – historyk nauki, autor publikacji naukowych i popularnonaukowych, sceptyk naukowy,  twórca The Skeptics Society (Stowarzyszenia Sceptyków) i wydawca czasopisma "Skeptic", poświęconego głównie śledzeniu oraz podważaniu poglądów pseudonaukowych. Pisze również felietony dla Scientific American, którego polska edycja nosi tytuł "Świat Nauki".

## Lista publikacji
- Sport Cycling: A Guide to Training, Racing, and Endurance 1985
- Cycling: Endurance and Speed (Sportsperformance) 1987
- Teach Your Child Science 1989
- Teach Your Child Math and Mathemagics 1999
- The Borderlands of Science: Where Sense Meets Nonsense 2001
- How We Believe: The Search for God in an Age of Science 2001
- Denying History: Who Says the Holocaust Never Happened and Why Do They Say It? 2002
- In Darwin's Shadow: The Life and Science of Alfred Russel Wallace: A Biographical Study on the Psychology of History 2002
- Why People Believe Weird Things: Pseudoscience, Superstition, and Other Confusions of Our Time 2002
- The Science of Good and Evil: Why People Cheat, Gossip, Share, Care, and Follow the Golden Rule 2004
- Science Friction : Where the Known Meets the Unknown 2005
- Why Darwin Matters: The Case Against Intelligent Design 2006

## Tłumaczenia prac na j. polski
- Rynkowy umysł. Empatyczne małpy, konkurujący ludzie i inne opowieści ekonomii ewolucyjnej, Warszawa 2009, Wyd. CiS,twarda, s.460, ISBN 978-83-61710-00-4 (The Mind of The Market: Compassionate Apes, Competitive Humans, and Other Tales from Evolutionary Economics 2007)